# Ratpenat de nas tubular de Nova Guinea
El ratpenat de nas tubular de Nova Guinea (Nyctimene celaeno) és una espècie de ratpenat de la família dels pteropòdids. És endèmic d'Indonèsia. Segons alguns científics, incloent-hi els assessors de la Unió Internacional per a la Conservació de la Natura (UICN), es tracta d'una subespècie de N. aello.